# Pinguicula mundi
Pinguicula mundi är en tätörtsväxtart som beskrevs av G. Blanca, M. Jamilena, M. Ruiz-rejan och R. Zamora. Pinguicula mundi ingår i släktet tätörter, och familjen tätörtsväxter. Inga underarter finns listade i Catalogue of Life.